# Рассохин, Василий Васильевич
Васи́лий Васи́льевич Рассо́хин (1 (14) января 1901 года, с. Гати, Венёвский уезд, Тульская губерния — 20 октября 1992 года, Санкт-Петербург) — советский военный деятель, генерал-майор (5 ноября 1944 года), Командор Ордена Британской Империи (1944).

## Начальная биография
Василий Васильевич Рассохин родился 1 (14) января 1901 года в селе Гати ныне Озеренского сельского поселения Венёвского района Тульской области.

## Военная служба

### Гражданская война
В июне 1920 года призван в ряды РККА и направлен красноармейцем в 143-й стрелковый полк, дислоцированный Твери, в сентябре переведён в 1-й запасной стрелковый полк в Москве, а в ноябре того же года — в запасной батальон в Невеле.

### Межвоенное время
С февраля 1921 года служит красноармейцем и командиром отделения в составе 502-го стрелкового полка (Ленинградский военный округ), дислоцированного в Невеле. В декабре 1923 года В. В. Рассохин переведён в 166-й Краснопресненский стрелковый полк, где служил на должностях помощника командира взвода, командира взвода штабной батареи и командира взвода полковой школы.
В ноябре 1924 года направлен на учёбу на курсы среднего комсостава при Объединённой интернациональной школе в Ленинграде, после окончания которых в августе 1925 года вернулся в 166-й Краснопресненский стрелковый полк, где назначен на должность командира взвода, а в январе 1928 года — на должность командира пулемётной роты.
В период с января по март 1930 года проходил подготовку на пулемётных курсах при курсах «Выстрел».
В январе 1931 года переведён в 131-й стрелковый полк, где назначен на должность командира роты учебного батальона, а в июне 1932 года — на должность командира стрелкового батальона. С февраля 1933 года служил командиром роты в Ленинградской пехотной школе имени С. М. Кирова. В 1937 году повторно учился на курсах «Выстрел».
В августе 1939 года назначен на должность командира 118-го горнострелкового полка (54-я стрелковая дивизия, Ленинградский военный округ), дислоцированного в Кандалакше. Находясь на должности командира полка, майор В. В. Рассохин принимал участие в боевых действиях в ходе советско-финской войны, во время которых взял четыре укреплённых района, а в период с 28 января по 13 марта 1940 года находился в окружении.
Член ВКП(б) с 1939 года.

### Великая Отечественная война
С началом войны находился на прежней должности. 118-й горнострелковый полк вёл оборонительные боевые действия на ухтинском направлении.
В октябре 1941 года назначен на должность командира 12-й особой бригады морской пехоты Северного Флота, выполнявшей задачи по обороне мурманского направления, побережья Мотовского залива и полуострова Рыбачий. В апреле—мае 1942 года во время Мурманской наступательной операции бригада под командованием полковника В. В. Рассохина была высажена в качестве десанта в губе Большая Западная Лица и около полумесяца удерживала плацдарм в тылу войск противника, а в октябре 1944 года участвовала в ходе Петсамо-Киркенесской наступательной операции.
20 декабря 1944 года назначен на должность коменданта Северного сектора Береговой обороны Главной базы Северного флота, в январе 1945 года — на должность коменданта Кольского морского оборонительного района Северного флота, а в апреле 1945 года — на должность командира 1-й дивизии морской пехоты Балтийского флота.

### Послевоенная карьера
После окончания войны находился на прежней должности.
15 апреля 1947 года назначен старшим инспектором Инспекции Береговой обороны Главной инспекции ВС СССР.
С июня 1948 года находился в распоряжении Главнокомандующего ВМС и в августе того же года назначен на должность помощника начальника по строевой части Военно-морской академии имени К. Е. Ворошилова. В период с мая 1949 по май 1950 года проходил подготовку на Высших академических курсах при Высшей военной академии имени К. Е. Ворошилова, после чего вернулся на прежнюю должность в Военно-морскую академию имени К. Е. Ворошилова, а в феврале 1953 года назначен на должность заместителя начальника по организационно-строевой части — начальника строевого отделения.
Генерал-майор Василий Васильевич Рассохин 10 августа 1955 года вышел в запас. Умер 20 октября 1992 года в Санкт-Петербурге. Похоронен на Шуваловском кладбище.

## Сочинения
На сопках Заполярья // Морской сборник. — 1967. — № 9.

## Награды
СССР
- Орден Ленина (30.04.1945[4]);
- Пять орденов Красного Знамени (21.05.1940, 21.04.1943, 24.10.1944, 03.11.1944[4], 15.11.1950[4]);
- Орден Отечественной войны I степени (06.04.1985);
- Медали.

Приказы (благодарности) Верховного Главнокомандующего в которых отмечен Рассохин В. В.
- За прорыв сильно укрепленной обороны немцев северо-западнее Мурманска и овладение городом Петсамо (Печенга) — важной военно-морской базой и мощным опорным пунктом обороны немцев на Крайнем Севере. 15 октября 1944 года № 197.
- За пересечение государственной границы Норвегии и овладение городом Киркенес — важным портом в Баренцевом море. 25 октября 1944 года № 205.
- За полное освобождение Печенгской (Петсамской) области от немецких захватчиков. 1 ноября 1944 года № 208.

Иностранные награды
- Командор Ордена Британской Империи (Великобритания; 1944)[6]